# Amphioplus philohelminthius
Amphioplus philohelminthius är en ormstjärneart som beskrevs av Rudolf Christian Ziesenhenne 1940. Amphioplus philohelminthius ingår i släktet Amphioplus och familjen trådormstjärnor. Inga underarter finns listade i Catalogue of Life.